# André Carrère (rugby, 6 mars 1924)
Pour les articles homonymes, voir Carrère et André Carrère.
Pas d'image ? Cliquez ici

a Compétitions nationales et continentales officielles uniquement.

b Matchs officiels uniquement.
André Carrère, né le 6 mars 1924 à Villeneuve-de-Marsan et décédé le 21 février 2015 au Biganos, était un joueur français de rugby à XV et de rugby à XIII. Après avoir débuté au rugby à XV au stade montois, il passe au rugby à XIII en 1951. Il y joue à Villeneuve-sur-Lot et connaît deux sélections en équipe de France en 1953.
Son frère, Robert Carrère, resta en rugby à XV, disputa la finale du Championnat de France de rugby à XV en 1953 et connut la sélection française de rugby à XV.

## Biographie
Il naît à Villeneuve-de-Marsan où il découvre le rugby à XV puis rejoint le grand club du stade montois proche de chez lui. En 1951, il décide de franchir le rubicon et s'engage en rugby à XIII à Villeneuve-sur-Lot, recruté par le docteur Mourgues. Il connaît en 1953 deux sélections en équipe de France de rugby à XIII.

## Palmarès

### En rugby à XIII
- Collectif[1] :
  - Finaliste de la Coupe du monde : 1954 (France).
  - Finaliste de la coupe de France : 1953 (Villeneuve-sur-Lot).